# Lotus 2-Eleven
Lotus 2-Eleven — автомобіль, вироблений британським виробником спорткарів Lotus Cars. Він заснований на Lotus Exige S і має такий самий двигун 2ZZ-GE із суперчарджером. Маючи вагу 670 кг і потужність 252 к.с. (188 кВт), 2-Eleven може розігнатися від 0-100 км/год за 3,9 секунд і має найвищу швидкість 241 км/год. Автомобіль призначений для гонок (потрапляє під категорію GT4), його вартість у Великій Британії 39 995 £, Хоча при доплаті в 1100 фунтів Lotus зроблять автомобіль повністю законним для доріг загального користування.
Між дорожньою і гоночною версією незначні відмінності, гоночний автомобіль трохи довший (3872 мм) і легший (666 кг).